# Юй Великий
Юй Великий (*大禹, д/н —між 2198 до н. е. та 2100 до н. е.) — напівміфічний засновник династії Ся, першої з династій у китайській історії. Правив приблизно 2205/2200—2198/2100 роках до н. е.
Дати, які були запропоновані для правління Юя  відображають найдавніші відомі письмові записи в Китаї, кості оракула кінця династії Шан, майже тисячолітньої давності. Ім'я Юй  не вписувалося на жодні артефакти, які були вироблені протягом запропонованої ери, в якій він жив, і не було вписано на пізніші кістки оракула; його ім'я вперше було вписано на суднах, які відносяться до періоду Західного Чжоу (близько 1045–771 рр. до н.е.). Відсутність будь-яких подій, близьких до сучасних документальних доказів, викликало певні суперечки щодо історичності Юя. Прихильники історичної теорії Юя,  про те, що розповіді про його життя і царювання були передані усно в різних районах Китаю до тих пір, поки вони не були записані під час династії Чжоу, в той час як опоненти вважають, що ця цифра існувала в легенді в іншій формі - як бог чи міфічна тварина - під час династії Ся і перетворилася на людську фігуру до початку династії Чжоу. Багато історій про Юя  були зібрані в знаменитих рекордах великого історика Сіми Цяня  Юй та інші "мудреці-царі" Стародавнього Китаю були вихвалені за свої чесноти і мораль Конфуцієм та іншими китайськими вчителями.

## Життєпис
Давньокитайськими істориками рід Юя проводився до міфічного імператора Хуан-ді. Це робилося з метою довести безперервність державності та імператорської влади у Китаї. Був сином Ґуня 鯀, ймовірно одного з князів племені ся. При народженні отримав ім'я Веньмін 文命 (Народжений на горі Вень).
За легендою він отримав владу від імператора Шуня. Ім'я Юй прийняв на честь володіння Шуня, коли той ще не був імператором.
Саме Юю приписують утворення першої китайської держави та заснування династії Ся (від імені племені ся). Прийняв титул князя (ймовірно вана або гуна). В уявлення середньовічних китайців був ідеальним правителем. Найзначущішою звитягою Юя стало приборкання розливу вод річки Хуанхе. Ним було зведено численні греблі, розширено гирла менших річок, багато зроблено для меліорації земель.
Юю приписується поділ Китаю на дев'ять областей (цзю чжоу 九州), проведення дев'яти основних доріг, огородження валами дев'яти озер і вимір дев'яти гірських вершин. Юй наказав своїм помічникам Шухаєві 豎亥 і Тайчжанові 太章 виміряти землю. Один йшов зі сходу на захід і нарахував 200 млн. 33 тис. 500 лі, і 75 кроків, інший — із заходу на схід і нарахував стільки ж.
Юй наказав видати народу рис і сіяти його в низинах, встановив перелік і розмір податків з різних місцевостей країни. Зібравши усю бронзу, яку піднесли Юю місцеві правителі, він відлив дев'ять величезних триніжків (цзю дін 九鼎), кожен з яких, згідно переказів, могли зрушити лише 90 тис. осіб. На триніжках були зображення численних злих духів — для того, щоб люди при зустрічі з нечистю відразу ж розпізнавали її і могли уникнути небезпеки. За однією з версій, саме опис ціх істот викладено у трактаті «Шань хай цзін».
За свої звершення та гарне володарювання Юй отримав від знаті та населення додаток до прізвища «Великий» 大. Юй є одним з небагатьох китайських правителів, який посмертно шанується епітетом «Великий».
Перед смертю Юй мав намір передати владу першому міністру, проте під впливом радників та васалів оголосив спадкоємцем трону свого сина Ці. Класичні нариси цього типу відображують реалії періоду Чжаньґо, протягом якого уяви про меритократію зіштовхувалися із аристократичними стандартами спадкоємства влади.

## Легенди та міфи про Юя
Згідно з деякими давніми китайськими записами, Юй був восьмикратним правнуком Жовтого імператора: батько Юя, Гун, був п'ятикратним правнуком імператора Чжуансю; Батько Чуанху, Чангі, був другим сином Жовтого Імператора. Сказано, що Юй  народився на горі Вень (汶山), в сучасному повіті Бейчуань, провінція Сичуань, хоча є дебати щодо того, чи він народився замість нього. Мати Юя була з клану Юсин, який називався або Нюжі (志), або ньюсі (嬉). Його ім'я клану - Si, а його особисте ім'я – Веньмін (命 命), згідно з даними Великої історії.
Згідно з міфом, Юй народився з тіла свого батька Ґуня, який прийняв перед смертю вигляд трилапої черепахи (інші варіанти: ведмедя, жовтого дракона). Вийшовши з черева померлого батька, Юй мав вигляд дворогого дракона (цю). У пам'ятках початку н. е. мати народжує Юя від проковтнутої нею чудесної перлини у Кам'яній западині (Шияо).
Коли Юй був дитиною, його батько Ґунь переніс людей на схід до Центральної рівнини. Таким чином, Юй ріс на схилах гори Сонг, на південь від Хуанхе . Пізніше він одружився з жінкою з гори Ту (китайською: who), яку зазвичай називають Тушан-ши (T 氏; "Леді Тушан").  У них був син на ім'я Ци, це ім'я буквально означає "одкровення" .
Розташування  гори Ту завжди було спірним. Два найімовірніші місця розташування - гора Ту в провінції Аньхой і Ту- пік південної гори в м. Чунцін.
Під час правління короля Яо країна часто потерпала від повеней, що перешкоджало подальшому економічному і соціальному розвитку.  Батько Юя, Ґунь, мав намір розробити систему контролю затоплення. Він витратив більше дев'яти років на будівництво ряду дамб, але все це було неефективним, незважаючи на (чи через) велику кількість і розмір цих дамб, і використання спеціального саморозширення  ґрунту. Будучи дорослим, Юй продовжував роботу свого батька і проводив ретельне вивчення річкових систем, намагаючись дізнатися, чому великі зусилля його батька були невдалими.
Співпрацюючи з Хоу Цзі, напівміфічним сільськогосподарським майстром, про якого мало що відомо, Юй успішно розробив систему контролю повеней, яка мала вирішальне значення для встановлення процвітання китайського народу. Замість того, щоб безпосередньо заглушити потік річок, Юй зробив систему зрошувальних каналів, які виводили паводкові води на поля, а також витрачали величезні зусилля на виймання русел річок. Кажуть, що Юй  їв і спав із працівниками, і проводив більшу частину свого часу, особисто допомагаючи роботі з днопоглибленням в мулистих місцях річок протягом тринадцяти років. Днопоглиблювальні та зрошувальні роботи були успішними і дозволили стародавній китайській культурі процвітати вздовж Хуанхе, річки Вей та інших водних шляхів. Проект здобув славу Юєві  в усій китайській історії, і в історії Китаю його називають «Великий  Юй, що контролює води». Зокрема, гора Лонгмен уздовж  Жовтої річки мала дуже вузький канал, який перекривав воду, що текла на схід до океану. Як повідомляється, Юй привернув велику кількість працівників, щоб відкрити цей канал, який з тих пір відомий як «Ворота Юя».
Розлив Хуанхе в міфах зображається всесвітнім лихом, яке Юй здолав, прокопуючи канали та насипаючи дамби, щоб спрямувати води в море. Вгамовуючи потоп, герой за легендою обійшов увесь Китай та навколишні землі, дізнавшись усе про розміщення гір, річок, а також тварин, рослин і духів, які населяли їх. Саме їх він зобразив на дев'яти бронзових триніжках.
У казках, що розповсюджені у південно-східному Китаї, Юй зображений як винахідник паличок для їжі. Під час приборкання потопу, поспішаючи, він уперше використав пару гілок щоб витягти м'ясо з гарячої води, в якій воно готувалося.
Трактат «Шань хай цзін» називає серед подвигів Юя вбивство дев'ятиголового змія Сянлю 相柳 та порятунок навколишніх земель від його отруйної крові. Для цього герой зробив над трупом змія величезний насип, а поверх звів дев'ять вівтарів на честь предків. Сам трактат описується як складений на основі добутих Юєм відомостей. «Ґоюй» та «Ханьфей-цзи» згадують також вбивство велетня Фанфен 防风氏.

### Дев'ять провінцій
Карта, що показує дев'ять провінцій, визначених Юєм Великим під час легендарного потопу.
Король Шунь, який панував після Яо, був настільки вражений інженерною роботою Юя , і працьовитістю, що він передав трон Юю, а не власному синові. Сказано, що Юй  спочатку відмовився від трону, але був настільки популярним серед інших місцевих лордів і вождів, що погодився стати новим імператором у віці п'ятдесяти трьох років. Він заснував столицю в руїнах Ані (Янг), які знаходяться в сучасному окрузі Ся, в південній провінції Шаньсі, і заснував те, що називається династією Ся, яка традиційно вважається першою династією Китаю.
Роботи по боротьбі з паводками Юя, як кажуть, зробили його близьким з усіма регіонами тодішньої китайської території. Згідно з трактатом, в Книзі документів, Юй розділив китайський "світ" на дев'ять Чжоу або провінцій. Це були Цзічжоу, Яньчжоу,  Цінчжоу, Сюйчжоу , Янчжоу , Цзінчжоу , Юйчжоу, Лянчжоу і Юнчжоу .
Згідно з обрядами Чжоу, не було Сюйчжоу або Лянчжоу, замість цього були Ючжоу  і Бінчжоу,але згідно з трактатами Еря, не було Цинчжоу або Лянчжоу, замість того, щоб були Йучжоу  і Іньчжоу . Так чи інакше було дев'ять дивізій. Після того, як він отримав  бронзу з цих дев'яти територій, він створив судна під назвою Дев'ять котлів триногих. Потім Юй заснував свою столицю в місті Янг. 
Смерть
Згідно з бамбуковими літописами, Юй  керував династією Ся протягом сорока п'яти років, і, за словами Юе Жюшу (J 絕 書), він помер від хвороби. Кажуть, що він помер на горі Куайцзі, на південь від сьогоднішнього Шаосин, перебуваючи на полюванні на східній межі своєї імперії, і був похований там. Мавзолей Юя, відомий сьогодні, був спочатку побудований у 6 столітті нашої ери (період південної та північної династій) у його честь. [26] Він розташований в чотирьох кілометрах на південний схід від міста Шаосин. Більша частина споруди перебудовувалася багато разів у більш пізні періоди. Три основні частини мавзолею - це могила Юя (禹陵), храм (廟) і меморіал (祠). На багатьох статуях він зоображений зі стародавньою мотикою. Багато імператорів в імперські часи їздили до меморіалу, щоб проводити церемонії на честь Юя, зокрема, Цинь Ши Хуан. За літописами, Юй  убив одного з північних лідерів, Фанфенга,  щоб посилити його владу на троні.

## У полемічній літературі доімперського періоду
- «Чжуан-цзи» (гл. Тянься 天下) іронічно згадує велику вагу, яку надавали постаті Юя послідовники Мо Ді. Згідно Чжуан-цзи, на їх думку «той, хто не йде шляхом Юя (тобто не одягається просто та не втомлює себе сумлінною працею), не є справжнім моістом».[2]

## У релігії та мистецтві
- Найдавніші згадки Юя мають ритуальні риси: так, відомою темою є «кроки Юя» 禹步, якими мали йти володарі наступних часів. Ймовірно, це був не лише метафоричний вираз для ретельного та сумлінного правління, а й певна танцювальна формула, імітація якої за пізніших часів стала відома у магічному значенні. Як такі, «Кроки Юя» відомі сучасним дослідникам даосизму.
- На честь Юя виконувався стародавній танок за назвою «Да Ся» zh:大夏 (舞蹈).